# Pieces of the Sky
Pieces of the Sky — дебютный кантри-альбом американской певицы Эммилу Харрис, выпущенный в феврале 1975 года на рекорд-лейбле Reprise Records. Пластинка вошла в Топ-10 чарта Top Country Albums и Топ-50 Billboard Top LPs & Tape. Сингл «Too Far Gone» поднялся до строчки № 73 в Hot Country Songs, а выпущенный следом «If I Could Only Win Your Love» достиг позиции № 4, обеспечив артистке широкую известность и признание кантри-индустрии. Хотя формально первым альбомом Харрис является фолк-дебют Gliding Bird (1969), начало сольной карьеры певицы обычно принято отсчитывать именно с Pieces of the Sky. Альбом сыграл значимую роль в популяризации кантри среди молодежи, возникновении неотрадиционализма, и заложил эклектичный подход к материалу, свойственный всей последующей карьере Харрис.

## Альбом

### Предыстория и запись
После смерти в 1973 году её наставника и партнёра по дуэтам Грэма Парсонса, с которым она записала альбомы GP и Grievous Angel, Харрис организовала собственную группу — The Angel Band. С ней она начала выступать в клубах Вашингтона, в том числе играя песни из репертуара Парсонса, чей бывший менеджер Эдди Тикнер теперь сделал певицу своим новым приоритетом. Вскоре на неё обратили внимание представители Warner Bros. Records и она получила контракт на запись сольного кантри-альбома. Её продюсером и впоследствии мужем стал канадец Брайан Ахерн, работавший прежде с Энн Мюррей. Пластинка была первой из 11 альбомов, записанных Харрис под его началом.
Сессии проходили в мобильной студии-трейлере Ахерна под названием Enactron Truck, которую он пригнал из Торонто в Беверли-Хиллз и припарковал во дворе арендованного особняка по 9500 Lania Lane. Студийная группа находилась в гостиной возле камина, а соло записывались в изолированной кабине внутри Enactron Truck. Трейлер с микшерным пультом сообщался с домашней студией через систему видеонаблюдения. Подъезд к особняку и лужайку застилали протянутые из трейлера кабели. Этот старый помпезный дом с типичным антуражем 1950-х годов эстетически оказался крайне вызывающим для Харрис, являвшейся своего рода хиппи из 1960-х. Там был фонтан и бассейн со скульптурами лебедей и водопадом; белый рояль и стоявшие на нём золочёные керамические павлины; картины с пейзажами парижских улиц и изображения пуделей, украшенные дроблёным стеклом. Чтобы перебить эту атмосферу, она в ходе записи ставила на камин перед собой пластинку Долли Партон.
Такое роскошное здание Ахерн выбрал под стать музыкантам, приглашённым для записи. Среди них были, например, участники TCB Band — аккомпанирующей группы Элвиса Пресли, изначально образованной им для выступлений в Лас-Вегасе: гитарист Джеймс Бёртон, пианист Глен Хардин и ударник Рон Татт. Тем не менее для Харрис эти трое, равно как и мультиинструменталист Херб Педерсен, имели не столько профессиональное, сколько личное значение. С ними певица познакомилась ещё во время записи альбомов Парсонса, и они служили для неё своеобразным талисманом. Помимо этого, в работе участвовали гитарист Берни Лэдон из группы Eagles, слайд-гитарист Бен Кит из ансамбля Нила Янга и другие музыканты. Две песни из клубного репертуара Харрис («Before Believing» и «Queen of the Silver Dollar») были записаны ранее в Мэриленде с её концертным ансамблем The Angel Band. В Enactron Truck на каждую были наложены дополнительные дорожки — партии фиддла в исполнении Рики Скэггса и вокальные гармонии Линды Ронстадт соответственно. Трейлер Enctron Truck с этого момента на годы стал постоянным местом для рекорд-сессий Харрис, где она в итоге записала свои первые 10 студийных альбомов.

### Материал и стиль
Пластинка содержала разноплановый материал и демонстрировала выраженное творческое влияние Парсонса. Проект включал интерпретации кантри-стандартов «Coat of Many Colors» Долли Партон и «Tonight the Bottle Let Me Down» Мерла Хаггарда; песню The Beatles «For No One» из вашингтонского клубного репертуара Харрис; позитивную «If I Could Only Win Your Love» от героев Парсонса The Louvin Brothers; «Queen of the the Silver Dollar» Шела Сильверстайна и «Sleepless Nights» Будло и Фелис Брайант. Название Pieces of the Sky для альбома было взято из текста композиции «Before Believing» Дэнни Флауэрса. Помимо кавер-версий, на пластинке имелось и два никем ранее не записанных трека. Так, балладу «Boulder to Birmingham» с помощью Билла Дэнноффа сочинила сама Харрис, посвятив её Парсонcу. Песня в итоге стала одной из её фирменных. Впоследствии эту композицию записывали Долли Партон и Джоан Баэз. Вторым эксклюзивом в альбоме был современный хонки-тонк «Bluebird Wine» тогда ещё неизвестного техасского автора-исполнителя Родни Кроуэлла, чьё творчество Харрис посоветовал Ахерн. Эта композиция, наряду с общими музыкальными вкусами и взаимной симпатией, послужила основой для дружбы и сотрудничества двух начинающих артистов. Певица наняла Кроуэлла гитаристом и вокалистом в свою новую группу The Hot Band и с того момента первой имела доступ к его новым песням.
Стилистически Pieces of the Sky сочетал элементы традиционного кантри, рока, фолка и поп-музыки; в аранжировках песен активно использовались мандолина, фиддл, стил-гитары и прочие традиционные инструменты. Хотя альбом в целом являлся больше поп-записью, нежели кантри или рок-н-роллом, он не только резко контрастировал с коммерческим кантри того времени, но и сильно отличался от модного «вылизанного» кантри-рока группы Eagles или более яркого поп-кантри Линды Ронстадт. В основе звучания лежал хрупкий и мягкий вокал Харрис, в одних песнях исполненный душевных терзаний, а в других оживавший в слегка наигранной хонки-тонковой манере. При этом настроение скорби и опустошенности в альбоме вместо показательного надрыва передавалось совершенно иным образом — через сдержанность и умиротворённость. Например, трибьют Парсонсу «Boulder to Burmingham» исполнялся практически на грани с шёпотом. Хотя запись проекта обошлась в $80 тыс. (эквивалент $427 тыс. в 2018 году), восьмикратно превысив изначальный бюджет, часть не вошедших в него композиций легли в основу следующей и крайне успешной пластинки Харрис — Elite Hotel. Несмотря на её ранний фолк-дебют Gliding Bird (1969), именно Pieces of the Sky принято считать началом сольной карьеры певицы. В 2004 году вышла отреставрированная версия альбома с двумя неизданными ранее треками

## Релиз
| Оценки критиков               | Оценки критиков |
| Источник                      | Оценка          |
| ----------------------------- | --------------- |
| AllMusic                      | [ 19 ]          |
| Robert Christgau              | (C+)            |
| Disc                          | [ 21 ]          |
| Encyclopedia of Popular Music | [ 22 ]          |
| The Great Rock Discography    | [ 23 ]          |
| The Guardian                  | [ 24 ]          |
| Let It Rock                   | без оценки      |
| Mojo                          | без оценки      |
| MusicHound                    | [ 27 ]          |
| New Musical Express           | без оценки      |
| Record Mirror with Popswop    | без оценки      |
| Rolling Stone                 | без оценки      |
| The Rolling Stone Album Guide | [ 31 ]          |
| ZigZag                        | без оценки      |

Хотя певица не была частью музыкальной индустрии столицы кантри, но благодаря репертуару, включавшему песни Долли Партон и Мерла Хаггарда, получила поддержку части местного истеблишмента и радио. Первый сингл «Too Far Gone» выступил в чартах скромно, достигнув только позиции № 73 в Hot Country Songs. Однако вышедшая следом песня The Louvin Brothers «If I Could Only Win Your Love» с вокальными гармониями Херба Педерсена и соло на мандолине, поднялась на позицию № 4, обеспечив певице широкий успех и признание. Композиция также попала и в поп-чарт Billboard Hot 100. Сама пластинка аналогично стала успешным кроссовером, войдя одновременно в Топ-10 Top Country Albums и Топ-50 Billboard 200. Альбом по продажам в итоге получил золотой статус.
Журнал Rolling Stone в своей рецензии 1975 года отметил, что в Pieces of the Sky «больше кантри, чем практически во всём, что годами выпускает Нэшвилл». Также издание выделило «исключительную музыкальную и личностную привлекательность» певицы и в связи с этим — её реальные перспективы найти общий язык не только с поклонниками кантри, но и со множеством других слушателей. По итогам Харрис пригласили в Нэшвилл, где она встретилась с Долли Партон и Джорджем Джонсом, а также выступила на церемонии CMA Awards, исполнив «If I Could Only Win Your Love» дуэтом с Чарли Лувином. Позднее Pieces of the Sky был включен в альманах музыкальных критиков 1001 Albums You Must Hear Before You Die (наряду с её поздней работой Red Dirt Girl и совместным проектом Trio).
В 2022 году альбом был назван одним из лучших кантри-альбомов в истории и занял 33-е место в списке The 100 Greatest Country Albums of All Time журнала Rolling Stone.

## Значение
Альбом продемонстрировал эклектичный подход к подбору материала и пренебрежение музыкальными трендами, ставшие характерными для всей последующей карьеры Харрис. Хотя Грэм Парсонс заложил представления о том как сделать традиционный кантри «крутым», задача по реализации этой идеи и сочетания кантри, рока и фолка во второй половине 1970-х годов и далее выпала Харрис. Pieces of the Sky сыграл важную роль в продвижении кантри среди молодежи и создании его гибридной формы, привлекательной для слушателя, который по возрасту, политически и географически был далёк от типичной кантри-аудитории.
Пластинка и особенно песня «If I Could Only Win Your Love» предвосхитили появление в 1980-е годы неотрадиционализма и возродили интерес к творчеству The Louvin Brothers. Несмотря на то, что Харрис принадлежала к прогрессивной кантри-рок сцене Лос-Анджелеса, композиция и альбом принесли ей популярность на кантри-радио и признание в консервативной столице кантри — Нэшвилле, которого очень хотел, но так и не добился Парсонс. Успех альбома также обеспечил Харрис репутацию самостоятельной артистки. Помимо этого, он помог убедить Warner Bros. Records профинансировать создание её знаменитой и крайне дорогостоящей аккомпанирующей группы The Hot Band. Основой ансамбля стали ключевые музыканты Элвиса Пресли — Джеймс Бёртон и Глен Хардин.

## Трек-лист
| №   | Название                        | Автор(ы)                   | Длительность |
| --- | ------------------------------- | -------------------------- | ------------ |
| 1.  | «Bluebird Wine»                 | Родни Кроуэлл              | 3:18         |
| 2.  | «Too Far Gone»                  | Билли Шеррилл              | 4:05         |
| 3.  | «If I Could Only Win Your Love» | Чарли и Айра Лувины        | 2:36         |
| 4.  | «Boulder to Birmingham»         | Эммилу Харрис, Билл Дэнофф | 3:33         |
| 5.  | «Before Believing»              | Дэнни Флауэрс              | 4:44         |
| 6.  | «The Bottle Let Me Down»        | Мерл Хаггард               | 3:16         |
| 7.  | «Sleepless Nights»              | Будло и Фелис Брайант      | 3:25         |
| 8.  | «Coat of Many Colors»           | Долли Партон               | 3:42         |
| 9.  | «For No One»                    | Пол Маккартни, Джон Леннон | 3:40         |
| 10. | «Queen of the Silver Dollar»    | Шел Силверстайн            | 5:14         |

Бонус-треки в переиздании 2004 года:
1. «Hank and Lefty» (Даллас Фразьер[англ.], Дудл Оуэнс[англ.]) — 2:50
2. «California Cottonfields» (Даллас Фразьер, Эрл Монтгомери) — 2:47

## Музыканты
- Эммилу Харрис — вокал, акустическая гитара
- Брайан Ахерн — акустическая гитара, гитара (нэшвильский строй), бас-гитара
- Брюс Арчер — акустическая гитара
- Дюк Бардвелл — бас-гитара
- Байрон Берлайн[англ.] — фиддл, мандолина
- Джеймс Бёртон — электрогитара, гитара с жильными струнами, добро
- Марк Кафф — ударные
- Рик Кана[англ.] — акустическая гитара, гитара (нэшвильский строй)
- Ник Декаро — оркестровки
- Амос Гарретт[англ.] — электрогитара
- Ричард Грин[англ.] — фиддл
- Том Гайдера — бас-гитара
- Глен Хардин — фортепиано, электропианино, оркестровки
- Бен Кит[англ.] — педал-стил
- Берни Лэдон[англ.] — акустическая гитара, бас, банджо, добро, бэк-вокал
- Билл Пэйн[англ.] — фортепиано
- Херб Педерсен — акустическая гитара, 12-струнная гитара, банджо, бэк-вокал
- Дэнни Педлтон — педал-стил
- Рэй Полман[англ.] — бас-гитара
- Линда Ронстадт — бэк-вокал
- Рики Скэггс — фиддл, альт
- Фэйсу Старлинг[англ.] — бэк-вокал
- Рон Татт[англ.] — ударные

## Техперсонал
- Брайан Ахерн — продюсер, звукоинженер
- Крис Скин — звукоинженер
- Пол Скин — звукоинженер
- Фран Тэйт — звукоинженер
- Стюарт Тейлор — звукоинженер

## Позиции в хит-парадах
| Хит-парад (1975)                   | Высшая позиция |
| ---------------------------------- | -------------- |
| США (Billboard Top Country Albums) | 7              |
| США (Billboard Top LPs & Tape)     | 45             |